# Sibongiseni Mthethwa
Sibongiseni Mthethwa (Estcourt, 20 settembre 1994) è un calciatore sudafricano, centrocampista del Kaizer Chiefs e della nazionale sudafricana.

## Carriera

### Club
Ha giocato nella prima divisione sudafricana.

### Nazionale
Nel 2024 è stato convocato per la Coppa d'Africa.

## Statistiche

### Cronologia presenze e reti in nazionale
| Cronologia completa delle presenze e delle reti in nazionale ― Sudafrica | Cronologia completa delle presenze e delle reti in nazionale ― Sudafrica | Cronologia completa delle presenze e delle reti in nazionale ― Sudafrica | Cronologia completa delle presenze e delle reti in nazionale ― Sudafrica | Cronologia completa delle presenze e delle reti in nazionale ― Sudafrica | Cronologia completa delle presenze e delle reti in nazionale ― Sudafrica | Cronologia completa delle presenze e delle reti in nazionale ― Sudafrica | Cronologia completa delle presenze e delle reti in nazionale ― Sudafrica |
| Data                                                                     | Città                                                                    | In casa                                                                  | Risultato                                                                | Ospiti                                                                   | Competizione                                                             | Reti                                                                     | Note                                                                     |
| ------------------------------------------------------------------------ | ------------------------------------------------------------------------ | ------------------------------------------------------------------------ | ------------------------------------------------------------------------ | ------------------------------------------------------------------------ | ------------------------------------------------------------------------ | ------------------------------------------------------------------------ | ------------------------------------------------------------------------ |
| 27-9-2022                                                                | Johannesburg                                                             | Sudafrica                                                                | 1 – 0                                                                    | Botswana                                                                 | Amichevole                                                               | -                                                                        | 83’                                                                      |
| 5-7-2023                                                                 | Durban                                                                   | Sudafrica                                                                | 1 – 1                                                                    | Namibia                                                                  | COSAFA Cup 2023 - 1º turno                                               | -                                                                        | 46’                                                                      |
| 8-7-2023                                                                 | Durban                                                                   | Sudafrica                                                                | 2 – 1                                                                    | Botswana                                                                 | COSAFA Cup 2023 - 1º turno                                               | -                                                                        | 86’                                                                      |
| 11-7-2023                                                                | Durban                                                                   | Sudafrica                                                                | 2 – 1                                                                    | eSwatini                                                                 | COSAFA Cup 2023 - 1º turno                                               | -                                                                        |                                                                          |
| 14-7-2023                                                                | Durban                                                                   | Sudafrica                                                                | 1 – 2                                                                    | Zambia                                                                   | COSAFA Cup 2023 - Semifinale                                             | -                                                                        |                                                                          |
| 13-7-2022                                                                | Durban                                                                   | Sudafrica                                                                | 0 – 0 dts (5 – 3 dtr)                                                    | Malawi                                                                   | COSAFA Cup 2023 - Finale 3º posto                                        | -                                                                        | 68’                                                                      |
| 13-10-2023                                                               | Johannesburg                                                             | Sudafrica                                                                | 0 – 0                                                                    | eSwatini                                                                 | Amichevole                                                               | -                                                                        | 46’ 80’                                                                  |
| 17-10-2023                                                               | Abidjan                                                                  | Costa d'Avorio                                                           | 1 – 1                                                                    | Sudafrica                                                                | Amichevole                                                               | -                                                                        | 83’                                                                      |
| 18-11-2023                                                               | Durban                                                                   | Sudafrica                                                                | 2 – 1                                                                    | Benin                                                                    | Qual. Mondiali 2026                                                      | -                                                                        | 80’                                                                      |
| Totale                                                                   |                                                                          | Presenze                                                                 | 9                                                                        |                                                                          | Reti                                                                     | 0                                                                        |                                                                          |

## Palmarès

### Club

#### Competizioni nazionali
- Coppa del Sudafrica: 1

Kaizer Chiefs: 2024-2025